# Speedrun
Un speedrun este o redare sau o înregistrare a acestuia, a unui întreg joc video sau a unei părți selectate a acestuia (cum ar fi un singur nivel), efectuată cu intenția de a o finaliza cât mai repede posibil. În timp ce toate cursele rapide urmăresc finalizarea rapidă, unele curse rapide sunt caracterizate de obiective sau limitări suplimentare la care se supun jucătorii, cum ar fi colectarea tuturor obiectelor cheie, jocul legat la ochi sau încercarea de a atinge obiective care nu sunt în mod special un obiectiv dezirabil pentru comunitatea unui joc video. . Jucătorii aleargă în principal pentru a se provoca pe ei înșiși, pentru a se distra, pentru a concura cu ei înșiși și cu ceilalți și pentru a obține stăpânirea asupra sistemelor de jocuri într-un mod care nu ar fi posibil într-un joc obișnuit. Jucătorii care efectuează speedruns, numiți speedrunners, își înregistrează adesea încercările. Aceste înregistrări sunt folosite pentru a distra pe alții, pentru a verifica timpul de finalizare, pentru a certifica că toate regulile au fost respectate și pentru a identifica modalități de îmbunătățire a timpului de finalizare.[Nota 1]
Pentru a atinge un nivel ridicat de joc, speedrunnerii trebuie adesea să raționeze despre joc diferit de modul în care ar putea juca jucătorii obișnuiți. Speedruns-urile urmează traseele de joc care sunt planificate cu atenție și implică adesea dezorganizarea secvenței de evenimente intenționate sau omiterea unor părți întregi ale acestuia. Alte speedruns exploata erori de programare sau erori , ca un jucător abil poate exploata în avantajul lor. Speedrunning-ul asistat de instrumente este un tip de speedrunning în care sunt utilizate diferite instrumente de calculator pentru a obține performanțe care ar fi aproape imposibile pentru un jucător uman și nu sunt ținute în concurență cu speedruns-urile efectuate de jucători umani în timp real, cunoscute sub numele de real- atacuri de timp (RTA). [1]
Unele jocuri sunt considerate a fi deosebit de potrivite pentru speedrunning și au comunități online dedicate acestora, care pot oferi o platformă activă pentru discutarea, publicarea și îmbunătățirea rapidelor. Speedruns-urile pot fi vizualizate pe o varietate de platforme, inclusiv fluxuri live, unde jucătorii își pot desfășura și partaja încercările în timp real. Deși inițial speedrunning-ul nu a fost un fenomen larg răspândit, de atunci a crescut implicând mai multe site-uri web active și un sortiment din ce în ce mai extins de videoclipuri speedrun care sunt difuzate în mod liber și pe larg pe internet.
Speedrun: Termina un joc rapid, in timp record. (sau nivel). deci trebuie sa fii rapid altfel vei ajunge pe un loc indepartat